# Adam Rapacki (polityk)

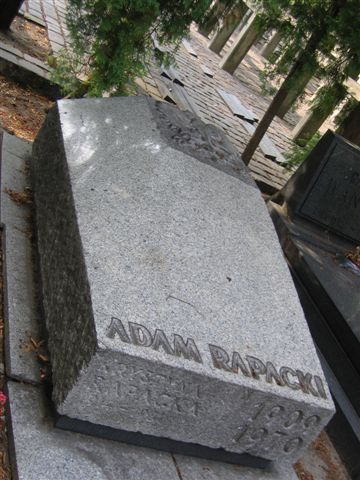
Nagrobek Adama Rapackiego na Cmentarzu Wojskowym na Powązkach w Warszawie

Adam Rapacki (ur. 24 grudnia 1909 we Lwowie, zm. 10 października 1970 w Warszawie) – polski polityk, ekonomista i dyplomata. Poseł na Sejm Ustawodawczy oraz na Sejm PRL I, II, III i IV kadencji, członek Biura Politycznego KC PZPR (w latach 1948–1954 i 1956–1968, od 1954 do 1956 zastępca członka), minister żeglugi (1947–1950), minister szkół wyższych i nauki oraz minister szkolnictwa wyższego (1950–1956), w latach 1956–1968 minister spraw zagranicznych. Budowniczy Polski Ludowej. Autor projektu dotyczącego stopniowego rozbrojenia konwencjonalnego i utworzenia strefy bezatomowej, znanego jako plan Rapackiego.

## Życiorys

### Przed wojną
Był synem Mariana, działacza ruchu spółdzielczego, i Marii z Dobrzańskich. Po wybuchu I wojny światowej Rapaccy przenieśli się do Piotrkowa Trybunalskiego, a w 1919 do Warszawy. W okresie 1920–1929 uczył się w Gimnazjum im. Adama Mickiewicza w Warszawie, a 1929–1932 studiował w Wyższej Szkole Handlowej. W czasie studiów działał w organizacjach młodzieżowych lewicy. W 1931 wstąpił do Związku Niezależnej Młodzieży Socjalistycznej, w którym sympatyzował z „centrowym” nurtem organizacji, kierującym się zasadami austromarksizmu. Pracował również w Organizacji Młodzieży Towarzystwa Uniwersytetu Robotniczego. Po ukończeniu Wyższej Szkoły Handlowej w 1932 opublikował w „Spółdzielczym Przeglądzie Naukowym” (1933 nr 9 i 10) pracę dyplomową pt. Podstawy spółdz. ruchu spożywców w Polsce i jej możliwości rozwojowe. W latach 1933–1934 ukończył Dywizyjny Kurs Podchorążych Rezerwy 28 Dywizji Piechoty przy 15 Pułku Piechoty „Wilków” w Dęblinie, a następnie odbył praktykę w 36 Pułku Piechoty Legii Akademickiej w Warszawie. W 1934 rozpoczął pracę zawodową w Spółdzielczym Instytucie Naukowym w Warszawie. Kontynuował przerwaną przez służbę wojskową działalność w ZNMS i został członkiem zarządu warszawskiego środowiska organizacji. Brał też udział w starciach z Obozem Narodowo-Radykalnym oraz w demonstracjach. Już jako senior utrzymywał kontakty z ZNMS i wygłaszał prelekcje na kursach partyjnych, w związku zawodowym robotników budowlanych i w Towarzystwie Kooperatystów. Poza tym w latach 1934–1938 opublikował na łamach „Spółdzielczego Przeglądu Naukowego” kilka obszerniejszych artykułów i studiów o spółdzielczości, poruszając w nich m.in. problemy roli ideologii w spółdzielczym ruchu spożywców, dynamiki działalności gospodarczej robotniczych spółdzielni spożywców w Warszawie, Łodzi i Zagłębiu Dąbrowskim w latach 1927–1929 oraz w dobie wielkiego kryzysu. Od października 1937 do czerwca 1938 przebywał na stypendium we Włoszech, gdzie zbierał materiały o ruchu spółdzielczym i nawiązywał kontakty z włoskimi spółdzielcami. W końcu 1938 roku uzyskał magisterium nauk ekonomicznych, a 1 marca 1939 podjął pracę w Instytucie Badania Koniunktur Gospodarczych i Cen w Warszawie, na stanowisku kierownika oddziału rolnictwa.

### Wojna
Zmobilizowany do armii 24 sierpnia 1939 brał udział w wojnie obronnej jako podporucznik rezerwy i dowódca plutonu w 1 Kompanii Strzeleckiej 36 Pułku Piechoty Legii Akademickiej. Do niewoli niemieckiej dostał się 22 września 1939 na przedpolach Modlina i cały okres II wojny światowej spędził w oficerskich obozach jenieckich. Przebywał m.in. w obozach XVIII A w Lienzu, II C Woldenberg (Dobiegniew), II B w Arnswalde (Choszczno), II D w Gross-Born (Borne Sulinowo) i w VI B w Dössel. W oflagach prowadził szeroką działalność oświatową, artystyczną, publicystyczną i polityczną o charakterze antyhitlerowskim i lewicowym. Organizował tzw. koła zagadnień społecznych i pisywał w legalnych i tajnych gazetkach obozowych. W Woldenbergu należał do grona założycieli koła ekonomistów, a w Arnswalde do założycieli grupującego komunistów, socjalistów i ludowców koła zagadnień wiejskich, które z czasem rozszerzyło działalność na ogół oficerów. Na podstawie prasy niemieckiej opracowywał tygodniowe przeglądy zdarzeń i przekazywał je współwięźniom. Był przewodniczącym koła literackiego. Pisywał recenzje teatralne do pisma obozowego „Za Drutami”, wygłaszał odczyty o literaturze włoskiej i uczył języka włoskiego, a sam pobierał lekcje języka rosyjskiego. Z inicjatywy Rapackiego zorganizowano w 1942 kurs urbanistyki i historii sztuki na poziomie średnim z udziałem ok. 280 osób. Po zlikwidowaniu legalnego pisma był redaktorem naczelnym tajnego tygodnika mówionego „Zadrucie”. W obozie w Dössel wygłaszał wykłady z prawa i ekonomii i redagował tygodnik „Siedem Kresek w Kalendarzu”.

### Po II wojnie światowej
Po uwolnieniu z obozu jenieckiego 1 kwietnia 1945 pełnił krótko służbę, sprawując pieczę nad obozem oficerów i żołnierzy włoskich i na początku lipca 1945 powrócił do kraju. Przebywał początkowo w Poznaniu, a następnie w Łodzi, gdzie rozpoczął pracę w biurze Komisji Planowania i Spółdzielczości w Łodzi – miesiąc później został także kierownikiem Referatu Polityki Spółdzielczej w „Społem” Związku Gospodarczym Spółdzielni RP. W grudniu 1945 stanął na czele Biura Prezydialnego „Społem”, które działając od stycznia 1946 w Warszawie (po przeniesieniu się centralnych agend „Społem” do stolicy), zajmowało się zagadnieniami planowania i polityki gospodarczej w spółdzielczym ruchu spożywców. Dzięki zabiegom Rapackiego 8 marca 1946 podpisana została umowa między „Społem” i Związkiem Samopomocy Chłopskiej o połączeniu tych jednostek gospodarczych i utworzeniu komisji wiejskiej w ramach Związku „Społem”.
W sierpniu 1945 wstąpił do koncesjonowanej Polskiej Partii Socjalistycznej, wygłaszał odczyty na tematy gospodarcze, organizował kursy OM TUR. Po przeniesieniu się w styczniu 1946 do Warszawy, brał udział w pracach gospodarczych organów doradczych przy Centralnym Komitecie Wykonawczym PPS. Zajmował się również zagadnieniami roli ruchu spółdzielczego w przemianach społecznych i gospodarczych Polski, co łączyło się z koncepcjami ustrojowymi, rozwijanymi przez działaczy PPS. Wraz z grupą innych działaczy socjalistycznych, którzy powrócili z niemieckich obozów lub przybyli do Polski z Zachodu, został 25 sierpnia 1946 dokooptowany do Rady Naczelnej i w skład Centralnego Komitetu Wykonawczego PPS. W związku z przygotowywaniem wyborów do Sejmu Ustawodawczego CKW PPS powołał go na stanowisko pełnomocnika do spraw propagandy wyborczej. Z ramienia RN PPS uczestniczył w redagowaniu manifestu wyborczego partii. W wyborach z 19 stycznia 1947 wybrany został na posła z listy państwowej i był nieprzerwanie posłem na Sejm Ustawodawczy oraz na Sejm PRL I, II, III i IV kadencji. W latach 1947–1948 wchodził w skład prezydium Związku Parlamentarnego Polskich Socjalistów. 16 kwietnia 1947 został ministrem żeglugi. Tego samego dnia został sekretarzem CKW PPS, zajmując się w kierownictwie partii polityką gospodarczą, był też referentem w sprawie działalności gospodarczej na XXVII Kongresie PPS we Wrocławiu w dniach 14–17 grudnia 1947, na którym wszedł ponownie do Rady Naczelnej i CKW. Od 11 stycznia 1948 do utworzenia Polskiej Zjednoczonej Partii Robotniczej wchodził w skład Komisji Politycznej CKW PPS, stanowiącej ścisłe kierownictwo partii. Należał do grupy „centrowej”, która z czasem przeszła na pozycje lewicy i opowiedziała się za koncepcją budowy „socjalizmu” głoszoną przez Polską Partię Robotniczą i uczestniczył w „kampanii zjednoczeniowej”. Obok Józefa Cyrankiewicza i 8 innych działaczy był wnioskodawcą uchwalonej 17 września 1948 deklaracji CKW PPS, która z kolei stała się podstawą uchwały RN obradującej w dniach 18–22 września 1948, która wysoce krytycznie oceniając przeszłość PPS w ogóle, a także politykę i taktykę wielu działaczy PPS, spowodowała restrykcje organizacyjne wobec licznych pepeesowców, a innych spośród nich odepchnęła od PZPR. Na Radzie tej Adam Rapacki był znów referentem w sprawach polityki gospodarczej PPS, krytykując ją z pozycji bliskich lub identycznych, jakie zajmowało ówczesne kierownictwo PPR (Bolesław Bierut, Hilary Minc i inni). Na Kongresie Zjednoczeniowym PZPR w dniach 15–21 grudnia 1948 został wybrany do Biura Politycznego Komitetu Centralnego. Zasiadał w nim do 16 marca 1954, następnie był zastępcą członka i od 28 lipca 1956 do 15 listopada 1968 ponownie członkiem BP. Zaliczany do byłych członków PPS zbliżonych do „puławian” podczas walki o władzę w kierownictwie PZPR w latach pięćdziesiątych. Członkiem KC był do 16 listopada 1968, czyli do V Zjazdu PZPR.
Do 15 maja 1950 był ministrem żeglugi. Na tym stanowisku koncentrował działalność na sprawach odbudowy i rozbudowy gospodarki morskiej i floty handlowej. Od 15 maja 1950 do 27 kwietnia 1956 był ministrem szkół wyższych i nauki (od 15 grudnia 1951 szkolnictwa wyższego). Z tytułu pełnienia tego urzędu należał do współorganizatorów I Kongresu Nauki Polskiej w 1951, wchodził też w skład kierownictwa Komitetu Współpracy Kulturalnej z Zagranicą oraz był pierwszym przewodniczącym powołanej w 1953 Centralnej Komisji Kwalifikacyjnej kadr naukowych; w tym samym roku ogłosił broszurę pt. Rozwijać i pogłębiać ofensywę ideologiczną. W latach 1956–1968 sprawował funkcję ministra spraw zagranicznych.
2 października 1957 na forum Organizacji Narodów Zjednoczonych przedstawił propozycję utworzenia strefy bezatomowej w Europie Środkowej – tzw. Plan Rapackiego. W 1964 postulował zwołanie Konferencji Bezpieczeństwa i Współpracy w Europie. W 1965 został doktorem honoris causa Uniwersytetu Wrocławskiego. Brał udział w posiedzeniach Doradczego Komitetu Politycznego Państw – Stron Układu o Przyjaźni, Współpracy i Pomocy Wzajemnej. W 1966 został nominowany do Pokojowej Nagrody Nobla. Wycofał się z życia politycznego w okresie wydarzeń marcowych w 1968 w proteście przeciwko prześladowaniom osób żydowskiego pochodzenia.
Został pochowany z honorami wojskowymi w Alei Zasłużonych na cmentarzu Wojskowym na Powązkach (kwatera A28-tuje-15). W pogrzebie udział wzięli członkowie najwyższych władz PRL, m.in. I sekretarz KC PZPR Władysław Gomułka, premier Józef Cyrankiewicz, marszałek Sejmu PRL Czesław Wycech, Zenon Kliszko, Eugeniusz Szyr, Bolesław Podedworny, Emil Kołodziej i Józef Kępa. W imieniu Rady Ministrów PRL przemówienie wygłosił premier Józef Cyrankiewicz.

## Ordery i odznaczenia
- Order Budowniczych Polski Ludowej (1964)[7]
- Order Sztandaru Pracy I klasy
- Medal 10-lecia Polski Ludowej
- Medal Komisji Edukacji Narodowej (1967)[8]
- Odznaka 1000-lecia Państwa Polskiego (1966)[9]
- Medal „100-lecie sportu polskiego” (1968)[10]
- Złota odznaka związkowa Związku Zawodowego Nauczycielstwa Polskiego (1955)[11]
- Odznaka honorowa „Zasłużony dla Warmii i Mazur” (1960)[12]
- Złota Odznaka Honorowa Gryfa Pomorskiego (1967)[13]
- Order Ludowej Republiki Bułgarii I stopnia (1967)[14]
- Krzyż Wielki Orderu Krzyża Południa (Brazylia)[15]
- Krzyż Wielki Orderu Białej Róży Finlandii (1964)[16]
- Krzyż Wielki Orderu Narodowego Zasługi (Francja, wrzesień 1967)[17]
- Wielka Wstęga Orderu Portretu Władcy (Iran, 1965)[18]
- Order Flagi Narodowej I stopnia (KRLD, 1954)[19]
- Krzyż Wielkiego Oficera Orderu Zasługi Republiki Włoskiej (1965)[20][21]
- Honorowe członkostwo oraz Medal Prawa i Pokoju Meksykańskiej Akademii Prawa Międzynarodowego (1968)[22]

## Życie prywatne
Dwukrotnie żonaty: z Alicją ze Stępnowskich i z Krystyną z Zańskich primo voto Rudzką. Z pierwszego małżeństwa miał córkę Joannę, historyk literatury serbsko-chorwackiej. Drugą córką (przybraną, de facto pasierbicą) jest Maria Wierzbicka, historyk historiografii.